# 362 Гавнія
362 Гавнія (362 Havnia) — астероїд головного поясу, відкритий 12 березня 1893 року Огюстом Шарлуа у Ніцці.
Названий на честь столиці Данії — міста Копенгаген (лат. Hafnia, Havnia — гавань).